# Asterope (gwiazda)
Asterope – gwiazda w gromadzie otwartej Plejad (M45) w gwiazdozbiorze Byka o obserwowanej wielkości gwiazdowej +5,76. Oznaczenie Flamsteeda tej gwiazdy to 21 Tauri. Położona jest w odległości około 372 lat świetlnych od Ziemi.

## Nazwa
Gwiazda ta, wraz ze swoją sąsiadką, 22 Tauri odległą o 2,8’, nosiła nazwę Sterope lub Asterope. Nazwy te wywodzą się od imion Plejad z mitologii greckiej. Obecnie Międzynarodowa Unia Astronomiczna zaleca użycie nazwy Asterope wyłącznie dla określenia pierwszej z gwiazd.